# Vltavské stráně
Vltavské stráně je přírodní památka ev. č. 1613 na jihovýchodním okraji obce Kvilda v okrese Prachatice. Oblast spravuje Správa NP a CHKO Šumava. Důvodem ochrany jsou skalnaté stráně nad Teplou Vltavou s hořcem panonským (Gentiana pannonica) aj.